# Ulica Literacka w Wilnie

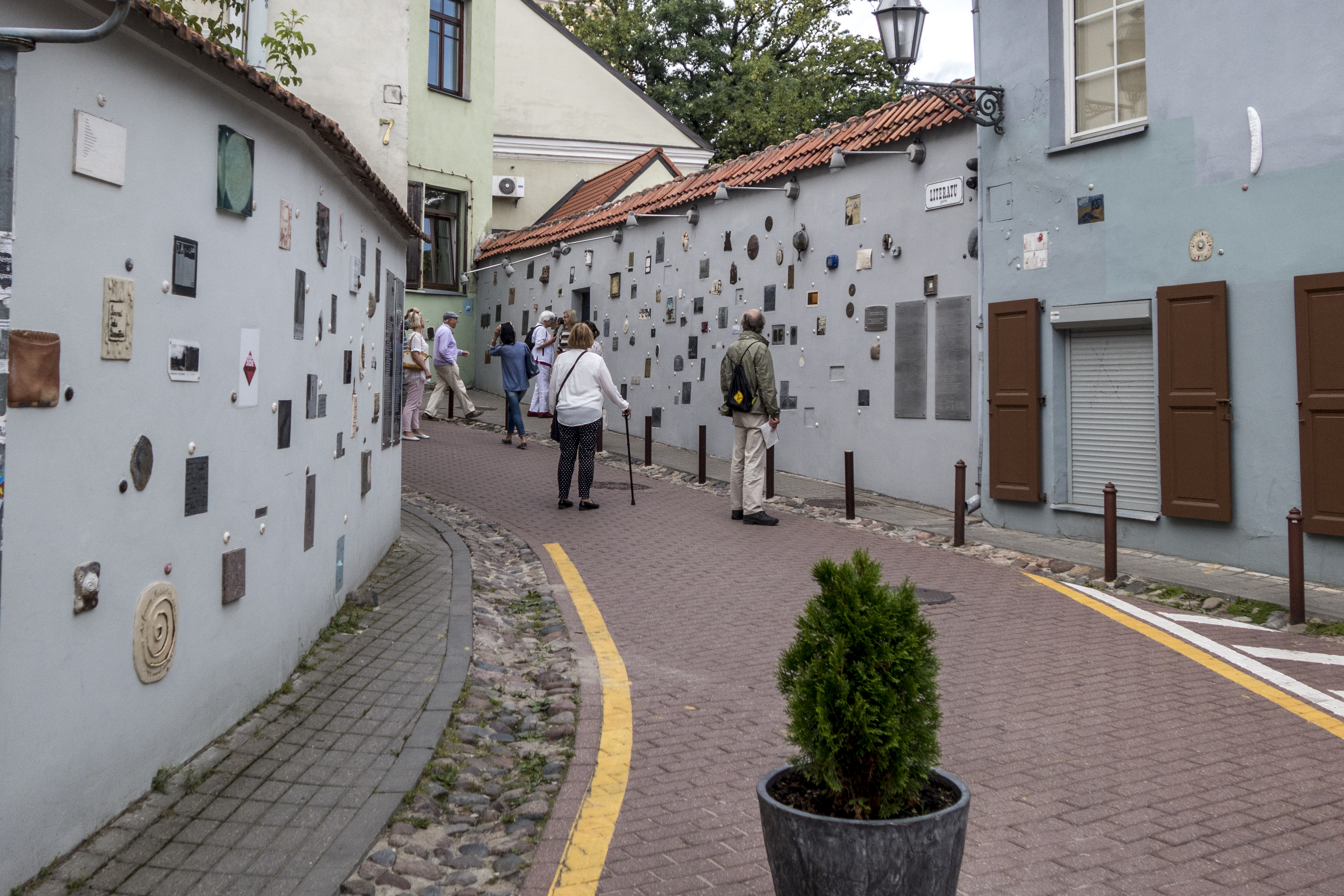
Tabliczki upamiętniające pisarzy na Ulicy Literackiej

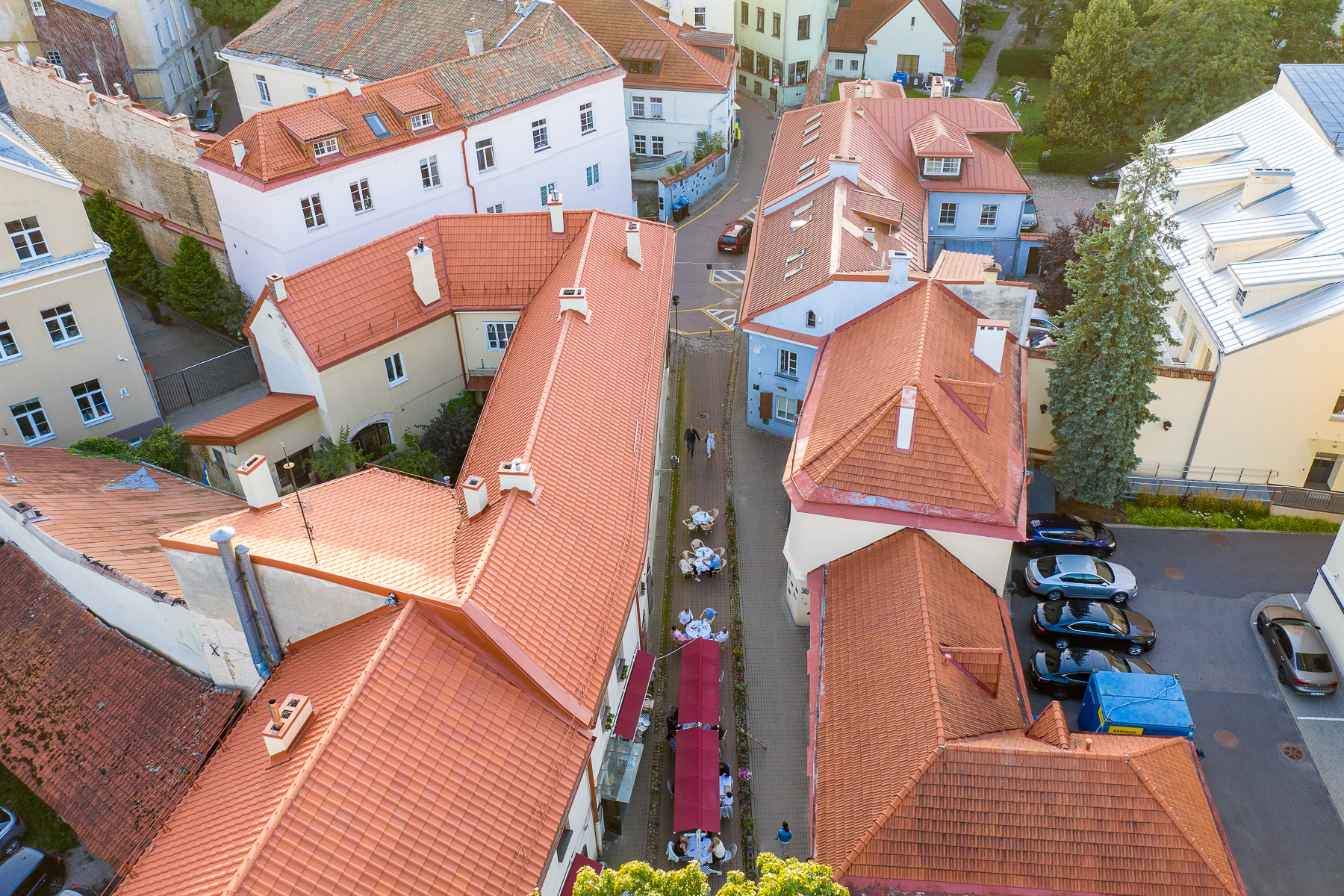
Widok z lotu ptaka

Ulica Literacka w Wilnie (lit. Literatų gatvė) – jedna z ulic Wilna, znajdująca się na Starym Mieście. Biegnie od Ulicy Zamkowej w stronę Wilenki.
W XVII wieku nosiła nazwę ulicy Do Kalwińskiego Zboru (u wylotu uliczki znajdował się kalwiński zbiór), potem Zaułka Św. Michalskiego i Pokrowskiego; obecna nazwa ulicy pochodzi od znajdujących się na niej drukarni, księgarni i antykwariatów. W 1823 roku, w domu nr 5 na tej ulicy, mieszkał po powrocie z Kowna Adam Mickiewicz. W domu tym został aresztowany jesienią 1823 roku. W budynku mieli spotykać się filomaci, a sam Mickiewicz miał pisać Grażynę oraz drugą i czwartą część Dziadów. Przed II wojną światową na ulicy tej mieszkał Czesław Miłosz. W czasie wojny ulica zbytnio nie ucierpiała.
Od 2008 roku (w związku z pełnieniem przez Wilno funkcji Europejskiej Stolicy Kultury) na murze ulicznym umieszczane są tworzone przez artystów metalowe, drewniane, szklane itp. tabliczki dedykowane pisarzom tworzącym w Wilnie i zagranicznym twórcom, którzy odwiedzili to miasto. W 2018 roku na ulicy znajdowało się 225 takich tabliczek.